# Разломак
У математици, разломак је број који описује један или више једнаких делова целине. Разломак (од латинске речи Fractus што значи сломљено, разломљено) је однос једног целог броја (бројиоца) према другом (имениоцу) који није у њему садржан као сачинитељ. Једноставни или обични разломак је количник који се добива дељењем целог броја природним.  Записује се помоћу косе црте као нпр. 7/4 или помоћу водоравне разломачке црте нпр. {\displaystyle {\tfrac {2}{3}}}.
Скуп свих бројева који се могу записати помоћу једноставног разломка зове се скуп рационалних бројева, а означава се знаком {\displaystyle \mathbb {Q} }. Дељеник се зове бројилац разломка, а налази се лево од косе црте или изнад разломачке црте.  Делитељ се зове именилац разломка, а налази се десно од косе црте или испод разломачке црте.

## Записивање
Прави разломак је разломак чија је апсолутна вредност мања од 1, нпр. {\displaystyle {\tfrac {2}{3}}}. Апсолутна вредност неправог разломка већа је или једнака 1, нпр. {\displaystyle {\tfrac {5}{2}}}.
- Разломак {\displaystyle {\frac {2}{3}}} — број 2 је бројилац, а 3 именилац. „Прави“ разломак има бројилац мањи од имениоца: {\displaystyle {\frac {1}{5}}}, иначе је „неправи“ нпр. {\displaystyle {\frac {6}{5}}}; децимални разломци имају као именитељ број 10, 100, 1000... (зависно од броја децималних места): 0,5 би било {\displaystyle {\frac {5}{10}}}.
- Разломак {\displaystyle {\frac {1}{4}}} се састоји из три дела: бројилац (1), именилац (4) и разломачка црта.(/)

Прави разломак је онај коме је бројилац мањи од имениоца. Неправи разломак је онај коме је бројилац већи од имениоца, а привидан разломак је онај коме је бројилац дељив имениоцем. Сваки неправи разломак може се написати у облику мешовитог броја, односно помоћу природног броја и разломка. То радимо тако што: на пример, имамо разломак {\displaystyle {\frac {25}{4}}} - њега ћемо написати у облику мешовитог броја: 25 делимо бројем 4. Број 4 се у 25 састоји 6 пута (4*6=24) и остаје нам остатак 1. Број 6 означава 6 целих, а остатак један колико узимамо. Овај мешовит број изгледао би овако: {\displaystyle 6{\frac {1}{4}}}.
Мешани број сума је целог броја различитог од нуле и правог разломка. Сума је приказана без знака плус „+”. На пример, ако се имају две торте и три четвртине треће торте, има се {\displaystyle 2+{\tfrac {3}{4}}=2{\tfrac {3}{4}}} торте. Неправи разломак {\displaystyle {\tfrac {d}{c}}} се претвара у мешани број {\displaystyle a{\tfrac {b}{c}}} тако да се подели бројилац с имениоцем, тада је цели део количника a, остатак је b, а именилац c остаје исти као на почетку.
Двојни разломак је разломак којему су бројилац и именилац разломци. Поједностављују се у једноставан разломак тако да је новом разломку бројилац умножак спољних бројева, а именилац умножак унутрашњих бројева. Алтернативно, може се најдужа разломачка црта заменити знаком за дељење, те поделити добијене разломке:
{\displaystyle {\frac {\tfrac {1}{2}}{\tfrac {1}{3}}}={\tfrac {1}{2}}\cdot {\tfrac {3}{1}}={\tfrac {3}{2}}=1{\tfrac {1}{2}}}
Ако је бројилац или именилац двојног разломка цели број тада се пише у облику разломка с бројиоцем 1:
{\displaystyle {\frac {8}{\tfrac {1}{3}}}=8\cdot {\tfrac {3}{1}}=24.}

### Однос
Разломак се може писати и у облику односа нпр. {\displaystyle {\tfrac {a}{b}}=a:b}, за који вреди:
{\displaystyle (a,b)+(c,d)=(ad+bc,bd)\,}
{\displaystyle (a,b)-(c,d)=(ad-bc,bd)\,}
{\displaystyle (a,b)\cdot (c,d)=(ac,bd)}
{\displaystyle (a,b):(c,d)=(ad,bc){\text{ (za c ≠ 0)}}}

## Аритметичке операције

### Проширивање разломака
Разломак се проширује тако што се његов бројилац и именилац помноже неким целим бројем c. Проширени разломак је једнак почетном разломку.
{\displaystyle {\frac {3}{7}}={\frac {3}{7}}\cdot {\frac {2}{2}}={\frac {3\cdot 2}{7\cdot 2}}={\frac {6}{14}}}

### Скраћивање разломака
Разломак се скраћује тако да се његов бројилац и именилац поделе неким целим бројем c. По правилу су бројилац и именилац дељиви бројем c. Скраћени разломак једнак је почетном разломку.
{\displaystyle {\frac {5}{10}}={\frac {5:5}{10:5}}={\frac {1}{2}}}

#### Парност имениоца
Вероватноћа да је именилац неког разломак паран износи 1 : 3 јер постоје три могућности за бројилац и именилац: оба су непарна; бројилац је паран, а именилац непаран; бројилац је непаран, а именилац паран. Не разматра се случај кад су и бројилац и именилац парни, јер се тада разломак може скратити и у том случају бројилац или именилац је непаран.

### Реципрочна вредност
Ако се има једноставни разломак {\displaystyle {\tfrac {a}{b}}}, његова реципрочна вредност износи {\displaystyle {\tfrac {b}{a}}}. Реципрочна вредност целог броја a износи {\displaystyle {\tfrac {1}{a}}}. Реципрочна вредност броја облика једноставног разломка {\displaystyle {\tfrac {1}{a}}} износи a.

### Сабирање и одузимање
Приликом сабирања и одузимања, разломци се своде на најмањи заједнички именилац'. Он је најмањи заједнички садржилац именилаца тих разломака. Након свођења на заједнички именилац, бројиоци се саберу или одузму зависно од операције.
{\displaystyle {\frac {1}{4}}+{\frac {1}{3}}={\frac {1\cdot 3}{4\cdot 3}}+{\frac {1\cdot 4}{3\cdot 4}}={\frac {3}{12}}+{\frac {4}{12}}={\frac {7}{12}}.}
Уколико се саберу разломак и цели број, цели број се може писати као разломак с имениоцем 1 те се нормално своди на заједнички именилац при сабирању.
{\displaystyle {\frac {3}{4}}+2={\frac {3}{4}}+{\frac {2}{1}}={\frac {3}{4}}+{\frac {8}{4}}={\frac {11}{4}}=2{\frac {3}{4}}}

### Множење

#### Множење два разломка
Разломци се множе тако да им се помноже бројиоци те имениоци. Умножак бројилаца постаје бројилац резултата, а умножак именилаца постаје именилац резултата.
{\displaystyle {\tfrac {2}{3}}\cdot {\tfrac {3}{4}}={\tfrac {6}{12}}}
Приликом множења два или више разломака било који бројилац се може пократити с неким имениоцем.
{\displaystyle {\tfrac {2}{3}}\cdot {\tfrac {3}{4}}={\tfrac {{\cancel {2}}^{~1}}{{\cancel {3}}^{~1}}}\cdot {\tfrac {{\cancel {3}}^{~1}}{{\cancel {4}}^{~2}}}={\tfrac {1}{1}}\cdot {\tfrac {1}{2}}={\tfrac {1}{2}}}

#### Множење разломка целим бројем
Цели број се записује у облику разломка с имениоцем 1 те се нормално множе бројиоци и имениоци.
{\displaystyle 6\cdot {\tfrac {3}{4}}={\tfrac {6}{1}}\cdot {\tfrac {3}{4}}={\tfrac {18}{4}}}

### Дељење
Разломци се деле тако да се дељеник помножи реципрочним делитељем.
{\displaystyle {\tfrac {1}{2}}\div {\tfrac {3}{4}}={\tfrac {1}{2}}\cdot {\tfrac {4}{3}}={\tfrac {1\cdot 4}{2\cdot 3}}={\tfrac {2}{3}}}

### Упоређивање
Разломци се могу успоређивати тако да се сведу на заједнички именилац те им се пореде бројиоци. Уколико постоје мешовити бројеви, они се запишу у облику неправих разломака, сведу се на заједнички именилац те се упореде бројиоци. Приметно је да се морају свести на заједнички именилац, јер он не учествује у упоређивању бројилаца. Зато се разломци {\displaystyle {\tfrac {a}{b}}} и {\displaystyle {\tfrac {c}{d}}} упоређују унакрсно. Уколико је a · d < b · c, други је разломак већи. Ако је a · d > b · c, први је разломак већи. Иначе, разломци су једнаки.

## Интуитиван приказ својстава разломака
Овде је дат доказ својства сабирања, одузимања, множења и дељења разломака, након којих се, ма како сложен био, сваки разломак моћи израчунати.
Напомена. Ради једноставности, а без смањења генералности, све варијабле које се користе су природни бројеви.
1. Својство сабирања
- {\displaystyle {\frac {a}{b}}+{\frac {c}{d}}={\frac {ad+bc}{bd}}}. Како се могу сабирати само половине с половинама, трећине с трећинама, ..., такво правило вреди и овде. Бројевима {\displaystyle b,d} се нађе {\displaystyle V(b,d)} односно најмањи заједнички садржалац, или се једноставно помноже, из чега следи правило. Овде се користи очиту једнакост {\displaystyle {\frac {c}{c}}\cdot {\frac {a}{b}}={\frac {ac}{bc}}}.

2. Својство одузимања
- Ово правило директно следи из својства сабирања, тј. вреди {\displaystyle {\frac {a}{b}}-{\frac {c}{d}}={\frac {ad-bc}{bd}}}.

3. Својство множења
- Директно из дефиниције разломка следи {\displaystyle {\frac {1}{c}}\cdot {\frac {a}{b}}={\frac {a}{bc}}}.
- Докажимо да вреди {\displaystyle {\frac {a}{b}}\cdot {\frac {c}{d}}={\frac {ac}{bd}}}. Овде се заправо пита колико износи {\displaystyle a}-terostruka {\displaystyle b}-тина броја {\displaystyle {\frac {c}{d}}}. То је исто као да се прво израчуна {\displaystyle b}-тина тог броја те да се помножи са {\displaystyle a}. Формално, {\displaystyle {\frac {a}{b}}\cdot {\frac {c}{d}}={\frac {ac}{bd}}}, што је и требало доказати. Сада је јасно и да је {\displaystyle {\frac {a}{b}}\cdot {\frac {b}{a}}=1}.

4. Својство дељења
- Погледајмо одмах пример дељења два разломка. Докажимо да вреди {\displaystyle {\frac {\frac {a}{b}}{\frac {c}{d}}}={\frac {ad}{bc}}}. Наиме ако се има на пример разломак {\displaystyle {\frac {\frac {a}{b}}{c}}}, то би значило да се свака {\displaystyle a}-тострука {\displaystyle b}-тина дели са {\displaystyle c} једнаким деловима, дакле именилац постаје {\displaystyle b\cdot {c}}. Међутим, ако се то {\displaystyle c} дели још на {\displaystyle d}-тине то значи да разломак постаје {\displaystyle d} пута већи.

Тиме су на једноставан и практичан начин доказана сва нужна и довољна правила за рачун с разломцима.

## Рационализација имениоца

### Именилац као квадратни корен
Рационализира се именилац тако да се разломак проширује бројем који је једнак имениоцу разломка.
{\displaystyle {\frac {3}{\sqrt {7}}}={\frac {3}{\sqrt {7}}}\cdot {\frac {\sqrt {7}}{\sqrt {7}}}={\frac {3{\sqrt {7}}}{7}}}

### Именилац као виши корен
Ако је именилац облика {\displaystyle {\sqrt[{n}]{a}}}, разломак се проширује са {\displaystyle {\sqrt[{n}]{a}}^{n-1}}:
{\displaystyle {\frac {10}{\sqrt[{3}]{b}}}={\frac {10}{\sqrt[{3}]{b}}}\cdot {\frac {{\sqrt[{3}]{b}}^{2}}{{\sqrt[{3}]{b}}^{2}}}={\frac {10{\sqrt[{3}]{b}}^{2}}{{\sqrt[{\cancel {3}}]{b}}^{\cancel {3}}}}={\frac {10{\sqrt[{3}]{b}}^{2}}{b}}}

### Именилац као бином
Ако је именилац облика a - b, разломак се проширује са a + b.
{\displaystyle {\frac {3}{3-2{\sqrt {5}}}}={\frac {3}{3-2{\sqrt {5}}}}\cdot {\frac {3+2{\sqrt {5}}}{3+2{\sqrt {5}}}}={\frac {3(3+2{\sqrt {5}})}{{3}^{2}-(2{\sqrt {5}})^{2}}}={\frac {3(3+2{\sqrt {5}})}{9-20}}=-{\frac {9+6{\sqrt {5}}}{11}}}
Ако је именилац облика a + b, разломак се проширује са a - b.
{\displaystyle {\frac {3}{3+2{\sqrt {5}}}}={\frac {3}{3+2{\sqrt {5}}}}\cdot {\frac {3-2{\sqrt {5}}}{3-2{\sqrt {5}}}}={\frac {3(3-2{\sqrt {5}})}{{3}^{2}-(2{\sqrt {5}})^{2}}}={\frac {3(3-2{\sqrt {5}})}{9-20}}=-{\frac {9-6{\sqrt {5}}}{11}}}
Ово се може применити и на комплексне бројеве где је i 2 = -1:
{\displaystyle {\frac {7}{1+{\sqrt {-5}}}}={\frac {7}{1+{\sqrt {-5}}}}\cdot {\frac {1-{\sqrt {-5}}}{1-{\sqrt {-5}}}}={\frac {7(1-{\sqrt {-5}})}{1^{2}-{\sqrt {-5}}^{2}}}={\frac {7(1-{\sqrt {-5}})}{1-(-5)}}={\frac {7-7{\sqrt {5}}i}{6}}}

## Именовање имениоца
Имениоце је уобичајено именовати додавањем наставка -ина на крај броја.
| Именилац | Име              | Именилац | Име      | Именилац | Име          |
| -------- | ---------------- | -------- | -------- | -------- | ------------ |
| 1        | цело или једнина | 6        | шестина  | 11       | једанаестина |
| 2        | половина         | 7        | седмина  | 12       | дванаестина  |
| 3        | трећина          | 8        | осмина   | 13       | тринаестина  |
| 4        | четвртина        | 9        | деветина | 14       | четрнаестина |
| 5        | петина           | 10       | десетина | 15       | петнаестина  |

## Историја
Најранији разломци били су реципрочни бројеви целих бројева: древни симболи представљали су део од два, један део од три, један део од четири и тако даље. Египћани су користили египатске разломке око 1000. пне. Пре око 4000 година, Египћани су се делили разломцима користећи нешто другачије методе. Они су користили најмање заједничке умношке са јединичним разломцима. Њихове методе су давале исти одговор као и савремене методе. Египћани су такође имали различите ознаке за дијадичне разломке на Акмимовој дрвеној плочи, и у неколико проблема приказаних на Ахмесовом математичком папирусу.
Грци су користили јединствене разломке и (касније) верижне разломке. Следбеници грчког филозофа Питагоре (око 530. пне) Открили су да квадратни корен из 2 не може бити изражен као разломак целих бројева. (Ово се обично, иако вероватно погрешно приписује Хипазу из Метапонта, за којег се каже да је погубљен због откривања ове чињенице.) Џаински математичари у Индији су око 150. пне написали „Стананга Сутру”, која садржи рад о теорији бројева, аритметичке операције и операције са разломцима.
Сматра се да је модерни израз разломака познат као бинараси настао у Индији у делу Арјабхате (око 500. год.), Брамагупте (око 628) и Баскара  (око 1150). Њихова дела формирају разломке постављањем бројилаца (санск. }}) изнад имениоца (санск. cheda), али без црте између њих. У санскритској литератури разломци су се увек изражавали као додавање или одузимање од целог броја. Цео број је записан у једном реду, а разломак у његова два дела у следећем реду. Ако је разломак означен малим кругом ⟨०⟩ или крстићем ⟨+⟩, он се одузима од целог броја; ако се такав знак не појави, подразумева се додавање. На пример, Баскара  пише:
६         १         २
१         १         १०
४         ५         ९
што је еквивалентно са
6        1         2
1        1         −1
4        5         9
и може се написати у модерној нотацији као 61/4, 11/5, и 2 − 1/9 (i.e., 18/9).